# Artiom Jarczuk
Artiom Nikołajewicz Jarczuk, ros Артём Николаевич Ярчук (ur. 3 maja 1990 w Jarosławiu, zm. 7 września 2011 w Jarosławiu) – rosyjski hokeista.

## Życiorys
Kariera klubowa
- Łokomotiw 2 Jarosław (2005–2009)
  -  Kapitan Stupino (2009)
  -  HK Ryś Podolsk (2009–2010)
  -  Jużnyj Urał Orsk (2010)
- Łokomotiw Jarosław (2010–2011)
  -  Łoko Jarosław (2010–2011)

Był wychowankiem klubu Łokomotiw Jarosław. Zginął 7 września 2011 w katastrofie samolotu pasażerskiego Jak-42D w pobliżu Jarosławia. Wraz z drużyną leciał do Mińska na inauguracyjny mecz ligi KHL sezonu 2011/12 z Dynama Mińsk.
Został pochowany na cmentarzu Leontjewskoje w Jarosławiu.

## Sukcesy
Reprezentacyjne
- Srebrny medal mistrzostw świata juniorów do lat 20: 2007